# ATSV Ober-Grafendorf
Der ATSV Ober-Grafendorf war ein niederösterreichischer Fußballklub aus dem Ort Ober-Grafendorf, der zuletzt in der Landesliga Niederösterreich gespielt hat.
Der Verein stieg in der Saison 2011/12 in die Landesliga Niederösterreich auf und schaffte in der Folgesaison den Durchmarsch in die Regionalliga Ost. 2006 gewann der Verein den Niederösterreichischen Fußballcup, an dem man als Meister der 2. Klasse Alpenvorland (niedrigste Liga Niederösterreichs) teilnehmen durfte. Dies gelang bisher keinem anderen Verein.
Der Verein stellte am 16. Oktober 2015 aufgrund eines Konkursverfahrens den aktiven Spielbetrieb ein.

## Konkurs
Die Saison 2015/16 begann sehr schlecht für Ober-Grafendorf, viele Spieler verließen den Verein und reihenweise kündigten die Trainer. Zu den Trainings erschienen kaum Spieler. Die ersten Matches verliefen sehr schlecht, die Gegner schossen reihenweise Tore, besonders hervorzuheben ist die bittere 14:1-Niederlage gegen den SV Langenrohr. Die Langenrohrer schossen nach nur 1 Minute das erste Tor und zur Halbzeit stand es schon 8:0. László Langó konnte damals den Ehrentreffer für die Ober-Grafendorfer nach der Halbzeit erzielen. Der Verein spielte noch ein Spiel daheim gegen den SV Leobendorf, welches 6:0 für die Gäste ausging. Am 16. Oktober 2015 sagte man gegen 13 Uhr das nächste Match gegen SV Waidhofen/Thaya ab, da aufgrund eines Konkursantrags der Spielbetrieb nun endgültig eingestellt wurde. Alle Spiele in dieser Saison werden als 0:0 mit null Punkten aufgrund der sportlichen Fairness gewertet.
Der Grund für den Konkurs sind ausstehende Zahlungen in Höhe von ungefähr 300.000 Euro. Die Anzahl der Gläubiger sind nicht bekannt, es werden 20 Gläubiger geschätzt. Per Eigenantrag wurde das Sanierungsverfahren eingeleitet, ein Insolvenzverwalter hat jetzt das Sagen über den Klub. Im November 2015 nach Auflösung des Vereines, gründete der Bürgermeister der Gemeinde Ober-Grafendorf und ehemalige ATSV-Präsident, den Verein FC Ober-Grafendorf (FCO) neu.

## Erfolge
- 2013 Meistertitel in der 1. NÖ-Landesliga und Aufstieg in die Regionalliga Ost
- 2012 Meistertitel in der 2. Landesliga West und Aufstieg in die 1. NÖ-Landesliga
- 2007 Meistertitel in der Gebietsliga West und Aufstieg in die 2. Landesliga West
- 2006 Meistertitel in der 1. Klasse West-Mitte und Aufstieg in die Gebietsliga West
- 2005 Meistertitel in der 2. Klasse Alpenvorland und Aufstieg in die 1. Klasse West-Mitte
- 2006 Sieg im NÖ-Cup 2005/06